# 荣命哲
荣命哲（1963年9月—），西安交通大学党委常务副书记、教授，主要从事电器设备基础理论及应用等方面的研究工作。入选中华人民共和国教育部2007年度"长江学者"特聘教授，曾任西安交通大学电气工程学院常务副院长、西安交通大学副校长。